# الكشافة البحرية
الكشافة البحرية هي قسم من أقسام الحركة الكشفية الدولية وتركز بشكل خاص على القوارب والأنشطة القائمة في المياه يمكن أن تكون هذه الأنشطة في البحر والأنهار أو البحيرات يمكن للكشافة البحرية توفير فرصة للإبحار، كروز في الزوارق، وتعلم الملاحة، وتعلم كيفية العمل على المحركات وتنافس في سباقات القوارب. الكشافة البحرية غالبا ما يكون لهم بزات مميزة. في بعض الدول أو المنظمات الكشفية والبحر للكشافة هو برنامج فقط للكشافة القديمة.